# Скорпион (спецподразделение ФСИН)
Отдел специального назначения «Скорпион» (до 1998 года отряд специального назначения «Скорпион») — спецподразделение Управления Федеральной службы исполнения наказаний России по Астраханской области.

## История
Отряд УИН «Скорпион» был официально образован 7 июня 1991 года. Бойцы отряда участвовали в разных специальных операциях по охране жизни и безопасности граждан России, в том числе в операциях по нейтрализации преступников и террористов. Согласно заявлению начальника пенитенциарного ведомства Астраханской области Алексея Ваганова, сотрудники ОСН «Скорпион» участвовали в обезвреживании более десятка преступных и террористических группировок в горячих точках на территории РФ. Бойцы несли дежурство в Чечне, Дагестане и Северной Осетии.
Действующим начальником отдела является полковник ФСИН Вадим Петухов. Пост заместителя начальника отдела занимает Иван Перекосов.
В феврале 2018 года бойцы ОСН «Скорпион» приняли участие в отборочном этапе чемпионата ФСИН по стрельбе среди подразделений специального назначения Южного и Северо-Кавказского федеральных округов, который прошёл на базе УФСИН России по Краснодарскому краю. Заняв 4-е место, они вышли в финальную часть чемпионата, запланированную на апрель того же года.

## Резонансные операции и события
- Начальник отдела, полковник ФСИН Вадим Петухов в марте 2000 года в качестве командира сводного отряда спецназа участвовал в штурме села Комсомольское[8]. В ходе одного из сражений группа Петухова под прикрытием танка участвовала в захвате и удержании некоей господствующей высоты: в течение трёх часов семь человек (включая Петухова) держали оборону в доме, отбивая атаки чеченских сепаратистов. Петухов был контужен в результате взрыва гранаты, однако продолжал руководить группой: в какой-то момент он приказал подчинённым спуститься в подвал, а сам вызвал на себя огонь артиллерии, который уничтожил нападавших и позволил группе Петухова выйти к своим частям[9].
- 19 апреля 2019 года поступили сообщения о том, что на территорию исправительной колонии № 6 (г. Астрахань) были введены силы спецназа УФСИН «Скорпион» для подавления беспорядков среди заключённых. Руководство УФСИН заявило, что бойцы спецназа всего лишь обеспечивали безопасность сотрудников и гражданских лиц при проведении планового общего обыска[10]. В то же время автор YouTube-канала «Тюрьма-LIFE» Алексей Кузнецов, подтверждая факт проведения общезонового обыска, заявил, что спецназ был введён ранним утром на территорию ИК-6 и что осуждённых водили в столовую и баню только в сопровождении сотрудников ФСИН. После массовых требований родственников осуждённых вывести спецназ с территории тюрьмы бойцы всё-таки покинули здание колонии. Источником сообщений о вводе спецназа указывался один из сотрудников колонии, который утверждал, что после смены руководства в колонии начал «твориться беспредел»[11].
- В 2020 году ФСИН выпустил кулинарную книгу с любимыми рецептами сотрудников отделов специального назначения из разных регионов России: в книге присутствовал рецепт ухи из сазана, предложенный бойцами ОСН «Скорпион»[12].

## Награждённые бойцы
Звание Героя Российской Федерации Указом Президента Российской Федерации от 14 февраля 2001 года получил начальник отдела, полковник ФСИН Вадим Петухов. По состоянию на 2016 год 41 сотрудник отдела имел правительственные и ведомственные награды, в том числе:
- 16 человек — орден Мужества
- 15 человек — медаль «За отвагу»
- 6 человек — медаль «За отличие в охране общественного порядка»
- 12 человек — медаль Жукова
- 3 человека — медаль Суворова
- 3 человека — наградное оружие

Восемь бойцов отряда были награждены краповыми беретами.